# Jurij Maksymov
Jurij Vil'jovyč Maksymov (in ucraino Юрій Вільйович Максимов?; Cherson, 8 dicembre 1968) è un allenatore di calcio ed ex calciatore ucraino, di ruolo centrocampista, tecnico del Vorskla.

## Palmarès

### Giocatore

#### Club

##### Competizioni nazionali
- Campionato ucraino: 3

Dinamo Kiev: 1994-1995, 1995-1996, 1996-1997
- Coppa d'Ucraina: 1

Dinamo Kiev: 1995-1996
- Coppa di Germania: 1

Werder Brema: 1998-1999

##### Competizioni internazionali
- Coppa Intertoto UEFA: 1

Werder Brema: 1998

### Allenatore

#### Club

##### Competizioni nazionali
- Pervenstvo Futbol'noj Nacional'noj Ligi: 1

Mordovija Saransk: 2013-2014
- Coppa d'Azerbaigian: 1

Keşlə: 2017-2018